# Fadogia fuchsioides
Fadogia fuchsioides är en måreväxtart som beskrevs av Georg August Schweinfurth och Daniel Oliver. Fadogia fuchsioides ingår i släktet Fadogia och familjen måreväxter. Inga underarter finns listade i Catalogue of Life.